# Terminologització
Terminologització, terme utilitzat en terminologia, és el fenomen que consisteix en el transvasament d'unitats lèxiques des de la llengua comuna a un llenguatge d'especialitat.

El fenomen contrari a la terminologització es diu desterminologització; quan termes d'especialitat s'adopten en el llenguatge comú.

## Exemples de terminologització
- Cúmul: en astronomia, agrupació d'estels.
- Reglament: en dret, norma jurídica de rang immediatament inferior a la llei.
- Rellotge: en informàtica, aparell que sincronitza les accions de tot el maquinari i el programari.
- Resistència: en el domini borsari, preu que una acció no perd i, quan arriba a ell, rebota i guanya valor.

## R eferències
1. ↑  Article de Vicent Salvador[Enllaç no actiu]